# Avro Lincoln
Avro Lincoln var ett brittiskt bombflygplan som utvecklades under slutet av andra världskriget. Lincoln var baserat på Avro Lancaster men försedd med längre vingar för att kunna flyga längre och högre. Den var tänkt att användas för att understödja en allierad invasion av Japan, men den hann inte tas i tjänst före Japans kapitulation i augusti 1945. Den kom dock att sättas in i flera konflikter efter andra världskriget. Under 1950-talet kom den att ersättas som bombflygplan av de jetdrivna V-bombarna, men fortsatte att användas för bland annat signalspaning en bit in på 1960-talet. Lincoln var RAF:s sista kolvmotordrivna bombflygplan.

## Utveckling
Även om Avro Lancaster var ett mycket framgångsrikt bombflygplan var det inte utan brister. Maxhöjden på 6 500 meter innebar att de var relativt lätta mål för luftvärnskanoner och de kunde nås även av 75 mm pjäser. Räckvidden var tillräcklig för att nå stora delar av Europa från Storbritannien, men i Fjärran Östern krävdes längre räckvidd. Dessutom var Lancasterns defensiva beväpning av 7,7 mm kulsprutor för klen för att rå på nattjaktflygplan som Ju 88 och Bf 110 varför tyngre defensiv beväpning var nödvändig.
För att åtgärda bristerna konstruerade Roy Chadwick en ny längre vinge. Vingen förlängdes utanför motorerna vilket gav ett högre sidoförhållande och därmed bättre bränsleekonomi samtidigt som den ökade vingytan möjliggjorde högre maxhöjd. Därtill fick Lincoln en ny version av Rolls-Royce Merlin med en mer avancerad kompressor som fungerade bättre på hög höjd. För att bibehålla stabiliteten gjordes även flygkroppen nästan 3 meter längre.
Den första prototypen, som gick under namnet Lancaster IV, byggdes vid Manchester Airport och flög första gången 9 juni 1944. Produktionen startades inte bara i Avros fabrik i Chadderton utan även i Kanada och Australien. Produktionen i Kanada stängdes ner direkt vid krigsslutet efter att bara ett enda flygplan färdigställts. I Australien fortsatte produktionen för Australiens flygvapen fram till 1949.
I takt med att V-bombarna började tas i tjänst fasades Lincoln ut och antingen skrotades eller byggdes om för signal- eller radarspaning. Australien byggde om sina Lincolns för havsövervakning och ubåtsjakt. Även i Storbritannien planerade man motsvarande ombyggnad, men förändringarna blev så genomgripande att det var lättare att bygga flygplanen från grunden. De flygplanen fick namnet Avro Shackleton.

## Användning

### Argentina
År 1947 köpte Argentina 30 stycken Lincolns (18 nybyggda och 12 begagnade) vilket tillsammans med 15 begagnade Lancasters gav Argentina den största bombarmadan i Sydamerika. Bombflygplanen sattes in mot rebeller i september 1951 och användes av både rebeller och regeringstrogna under statskuppen 1955.
En Lincoln skickades tillbaka till Avro 1948 för ombyggnad. Den berövades all beväpning och försågs med extra bränsletankar och  den strömlinjeformade nosen och stjärten från en Avro Lancastrian och blev därmed den första Avro Lincolnian. Efter att den åter levererats till Argentina döptes den till Cruz del sur, civilregistrerades och användes för att försörja forskningsstationen San Martín i Antarktis.
År 1965 hade Argentina fortfarande 11 stycken Lincolns i tjänst, men de flesta pensionerades året därpå. De sista togs ur tjänst 1967.

### Australien

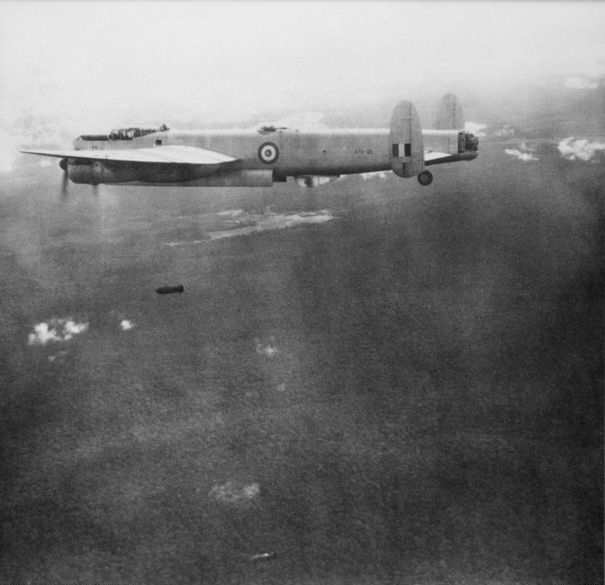
Australiska Lincolns släpper bomber över Malaya 1950.

Från 1946 började Avro Lincolns att ersätta de Consolidated Liberators som användes av No.12, No.21 och No.26 Squadron (1948 ändrat till No.1, No.2 och No.6 Squadron). De följdes av No.10 Squadron i mars 1949. Under Malayakrisen tjänstgjorde australiska Lincolns sida vid sida med de brittiska från baser i Singapore. Redan i början av 1950-talet ersattes Lincoln i rollen som bombflygplan av English Electric Canberra. Lincolns från No.10 Squadron fortsatte dock att användas för havsövervakning fram till 1961 då de togs ur tjänst.

### Storbritannien
Bara två divisioner, No.57 Squadron i East Kirkby och No.75 Squadron (nyzeeländska) i Spilsby hann få Lincolns innan Japans kapitulation i augusti 1945. Efter kriget kom som mest 29 divisioner att utrustas med Lincolns. De kom delvis att ersättas av 88 stycken Boeing Washingtons som köptes in från USA 1950. De var dock avsedda att användas mot mål i Östeuropa och Sovjetunionen och lämnade därför aldrig England. Lincolns däremot kom att sättas in i strider utanför Europa, bland annat mot Mau-Mau-rörelsen i Kenya och mot kommunistisk gerilla i Brittiska Malaya. Under Malayakrisen flögs över 3 000 uppdrag av Lincolns varunder 250 000 ton bomber fälldes.
Den 12 mars 1953 sköts en Lincoln ner av sovjetiska MiG-15 nordväst om Lüneburg under ett spaningsuppdrag varvid samtliga sju i besättningen omkom. Sista gången Lincolns användes var för spaningsuppdrag i början av Adenkrisen.
Eftersom Lincoln utan last flög mycket bra på bara två motorer användes de ofta för olika former av motorprov, antingen med de yttre motorerna utbytta eller med en femte motor i nosen. Bristol Proteus, Bristol Theseus, Bristol Phoebus, Napier Naiad, Napier Nomad, Rolls-Royce Avon och Rolls-Royce Tyne har alla utprovats i Avro Lincolns.

## Varianter
- Type 694 – Prototyper. 3 byggda.
- Lincoln I – Bombflygplan med Merlin 85-motorer.
- Lincoln II – Bombflygplan med Merlin 66- eller Merlin 68-motorer.
- Lincoln III – Prototypen för Avro Shackleton.
- Lincoln IV – Lincoln II ombyggda med Merlin 85-motorer.
- Lincoln Mk.15 – Bombflygplan byggda på licens i Kanada.
- Lincoln Mk.30 – Bombflygplan byggda för Australien.
- Lincoln Mk.30A – Mk.30 ombyggda med längre nos och licenstillverkade Merlin 102-motorer.
- Lincoln GR.31 – Spaningsversion baserad på Mk.30A.
- Lincoln MR.31 – Marinspanings- och ubåtsjaktflygplan baserat på Mk.30A.
- Lincoln ASR.3 – Ursprung beteckning på Avro Shackleton.
- Lincolnian – Civil transportversion, ofta ombyggd med delar från Avro Lancastrians.